# デュードネ・ド・ゴゾン

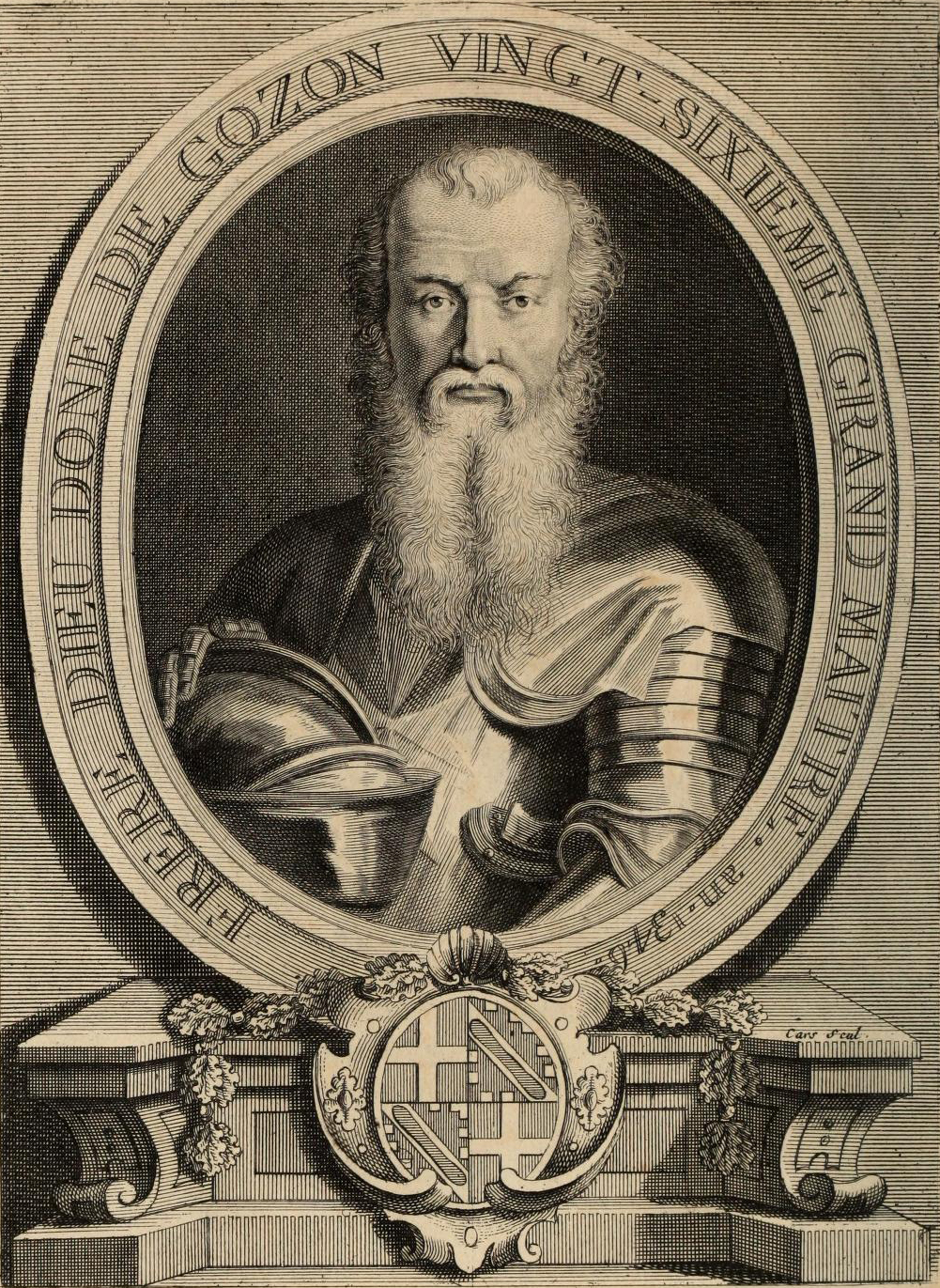
デュードネ・ド・ゴゾン

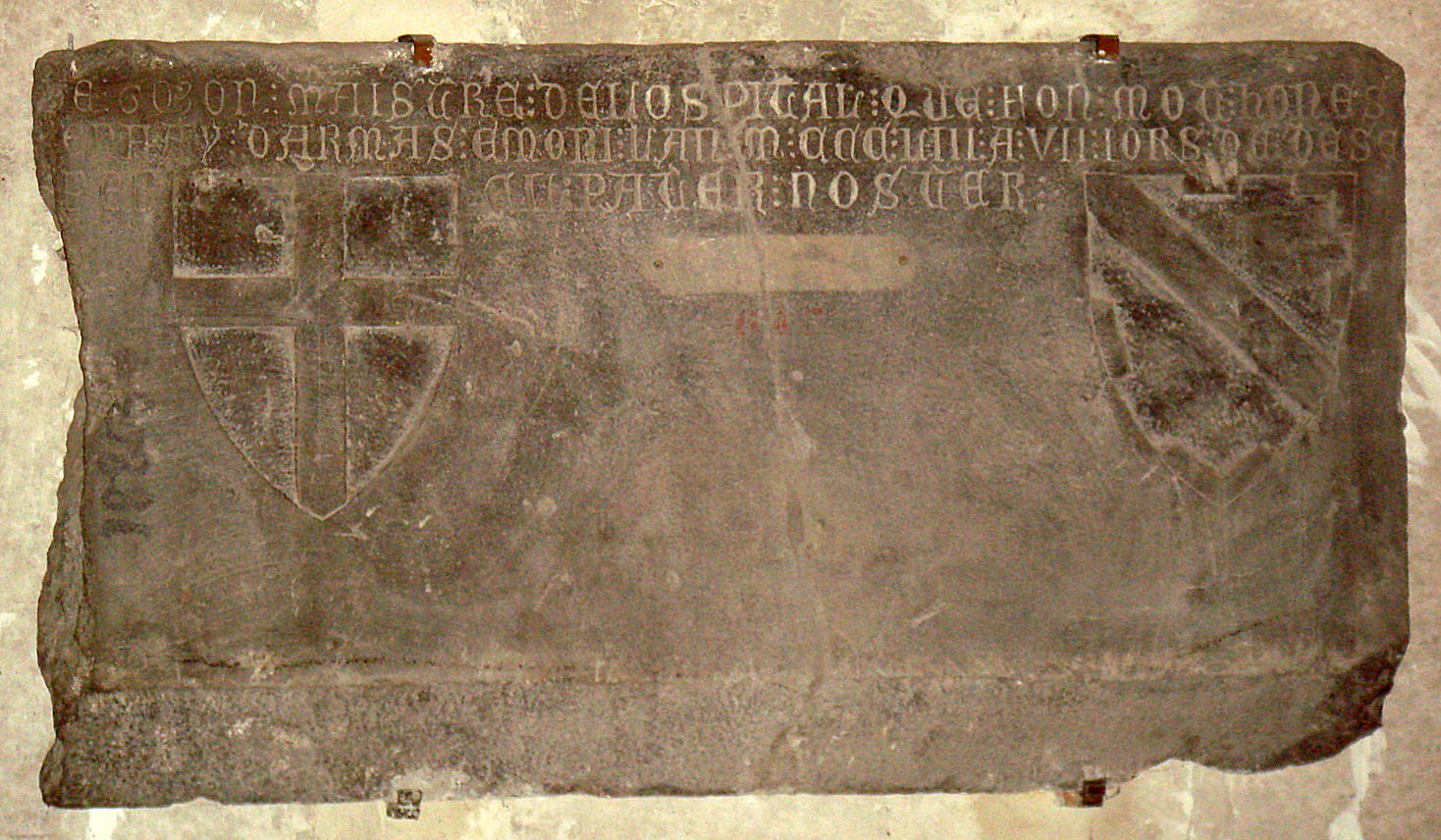
デュードネ・ド・ゴゾンの墓石

デュードネ・ド・ゴゾン（Dieudonné de Gozon）は、フランス王国ラングドック出身の貴族で、ロードス騎士団の総長（在位：1346年 - 1353年）である。ラテン語で"ドラゴン殺し"を意味するエクスティンクトル・ドラコニス（Extinctor Draconis）の異名で呼ばれた。

## ドラゴン退治の伝説
1340年頃、ロドスの街とPhileremo城の間に聖母教会があったが、この地は数年にわたり巨大なドラゴンにより通行不可能な状態になっていた。ドラゴンは田園地帯に大きな損害を与えていた。ド・ゴゾンはドラゴン退治の許可を当時の総長に申し出たが、危険すぎる行いとして禁止されてしまう。許可が下りなかったことに不満を持つド・ゴゾンはフランスへ帰り、仔牛に革を被せたダミーを作って馬と二匹の犬とともにドラゴンへ立ち向かうための訓練を行った。ロドス島へ戻ったド・ゴゾンは訓練した動物とともにドラゴンへ挑みこれを倒した。

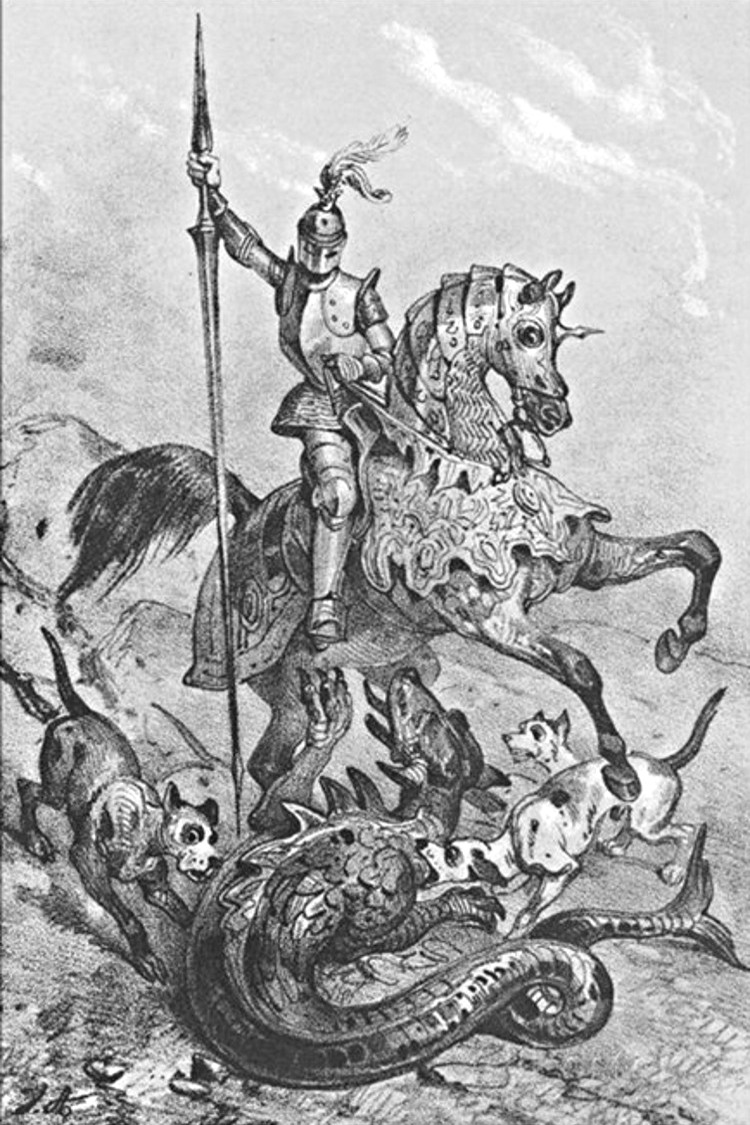
Dragon de Rhodes